# Нона Йотова
Нона Йотова (25 жовтня 1966 року) - болгарська театральна актриса і музикант.

## Біографія
Нона Йотова народилася 25 жовтня 1966 року  в родині письменника Крастьо Крастева, автора дванадцяти книг. Головне захоплення з дитинства - музика.  У Нони бабуся – фольклорна співачка, мама теж займається музикою, двоє маминих братів – музиканти – трубач і перкусіоніст.  Друге захоплення Нони – театр.
У 1991 році дівчина закінчила ВІТІЗ «Крастьо Сарафов» за спеціальністю «актор драматичного театру» в класі професора Ельки Михайлової.

## Творча діяльність
Разом з режисером Миколою Георгієвим вона заснувала Перший болгарський жіночий театр, і її першою роллю в ньому стала Сірано де Бержерак в однойменній виставі. Завдяки цій ролі Йотова в 1992 році отримала запрошення від театру «Болгарська армія», де зіграла ролі в п'єсах Марселя Паньоля, Юджина О'Ніла, Івана Радоева, Антона Чехова, Миколи Гоголя, Деяна Дуковського, Вільяма Шекспіра,  Артур Міллер та інші.   Її відбитки знаходяться на Стіні Слави перед Театром 199.

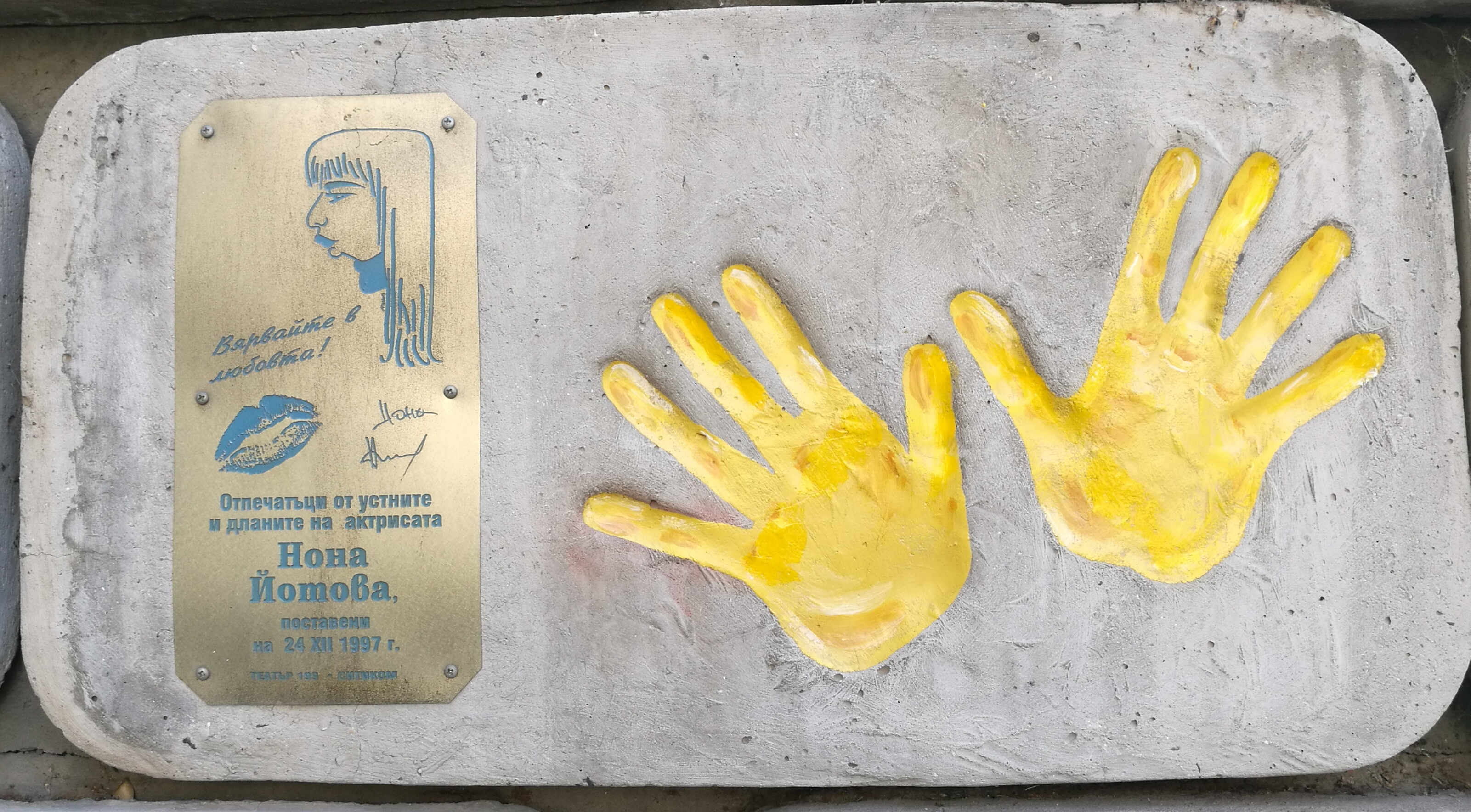
Стіна слави перед Театром 199 - панно з принтами, посланням і шаржем на Нону Йотову.

Йотова також пише та виконує авторську музику. Вона випустила п’ять альбомів: «Омана» (1993), повністю акустичний «Нона» (1997), «Я не заздрю» (2001), «Terra Incognita» (2003) та «Перевідкриття» (2004).
У 2003 році Йотова вела науково-популярну передачу про археологію «Невідома земля» на БНТ . У 2015 році брала участь у третьому сезоні « Як дві краплі води», де посіла 7 місце.

## Громадська діяльність
У березні 2017р Нона  обрана народним представником у XLIV Національних зборах . Йотова є представником від 24-го виборчого округу, Софія , хоча вона не є членом партії. 

## Особисте життя
Нона Йотова одружена з колишнім міністром внутрішніх справ Богомілом Боневим.

## Скандал "Бургас і море".
У 2008 році Йотова брала участь у конкурсі «Бургас і море». Її пісня, а також пісня Панайота Панайотова та Маргарити Гранової з піснею Тончо Русєва не були допущені та вилетіли у попередньому раунді.  

## Телевізійний театр
- «Гніздо» (1997)  (Йордан Радичков ) — мюзикл
- «Самсон і Даліла» (1995) ( Володимир Мусаков )

## Фільмографія
- « Мільйонер » (ТВ, 2006) - француженка в капелюсі
- Емігранти (2002) – Неллі
- Third Floor Clinic (1999), 35 серій - Вона (в 1 серії: X)
- Одного разу десь (1996)

## Дубляж
- Білосніжка та сім гномів (1937) - Зла королева, 1999